# 오구라촌 (와카야마현)
오구라촌(小倉村)은 와카야마현 가이소군에 있던 촌이다. 기노가와강 중류 좌안, 와카야마선 연선, 현재의 와카야마시 동쪽 끝과 이와데시 오아자 후나토, 야마사키에 해당한다. 

## 역사
- 1889년 4월 1일 - 정촌제 시행에 의해 나구사군 오구라촌이 성립하였다.
- 1896년 4월 1일 - 아마군, 나구사군과 합병해 가이소군이 되었다.
- 1958년 4월 1일 - 와카야마시에 편입해, 동일 오구라촌은 폐지되었다.

## 교통

### 철도
- 일본국유철도
  - 와카야마선

## 참고문헌
- 角川日本地名大辞典 30 和歌山県